# Суленцин (гмина)
Суле́нцин (пол. Sulęcin) — гмина (волость) в Польше, входит как административная единица в Суленцинский повет, Любушское воеводство. Население — 16 288 человек (на 2004 год).

## Сельские округа
1. Бжезьно
2. Длугошин
3. Дрогомин
4. Грохово
5. Малушув
6. Мехув
7. Острув
8. Рыхлик
9. Тшебув
10. Тшемешно-Любуске
11. Турск
12. Велёвесь
13. Жажин
14. Жубрув
15. Венджин
16. Длугошин-Колёня
17. Длугошинек
18. Глисно
19. Гжешув
20. Острувек
21. Памёнтковице
22. Подбеле

## Соседние гмины
1. Гмина Бледзев
2. Гмина Кшешице
3. Гмина Любневице
4. Гмина Любжа
5. Гмина Лагув
6. Гмина Мендзыжеч
7. Гмина Осьно-Любуске
8. Гмина Тожим